# Your Sweet 666
«Your Sweet Six Six Six» (также известна как «Your Sweet 666») — песня финской рок-группы HIM, выпущенная в 1998 году. Это был первый сингл HIM с альбома Greatest Love Songs Vol. 666.
Сингл был перевыпущен в 2000 году, включив в себя перезаписанную версию песни с альбома Razorblade Romance, с другой обложкой (розового цвета), а также иным трек-листом. Песня «The Beginning of the End (Satanik Love Mix)» позже вошла в Uneasy Listening Vol. 2 как «Sad Damn Version».

## Список композиций

### Издание для Финляндии (1998)
1. «Your Sweet Six Six Six» — 4:10
2. «The Beginning of the End» (Tandeberg B 74 Mix) — 3:17
3. «The Beginning of the End» (Satanik Love Mix) — 3:58

### Издание для Великобритании (2000)
1. «Your Sweet 666» — 3:57
2. «Our Diabolikal Rapture» — 5:21
3. «It’s All Tears (Drown in This Love)» — 3:44